# ウラジーミル・チェルナヴィン
ウラジーミル・ニコラエヴィチ・チェルナヴィン（Владимир Николаевич Чернавин, Vladimir Nikolayevich Chernavin, 1928年4月22日 - 2023年3月18日）は、ソビエト連邦の提督。ソビエト海軍総司令官、海軍元帥（1983年）。ソ連邦英雄。

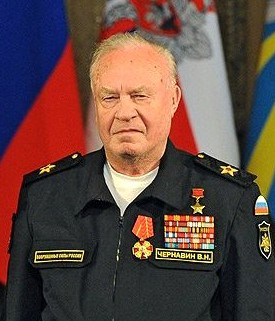
ウラジミール・チェルナヴィン

## 経歴
ウクライナ、ニコラエフ市に生まれる。1944年、バキン訓練海軍学校の生徒となる。その後、ウリヤノフスク機械専門学校で学ぶ。1949年からソ連共産党員。
1947年からソ連海軍。1951年、M.V.フルンゼ名称レニングラード高等海軍学校を卒業。北方艦隊のディーゼル潜水艦で航海士、先任副艦長として勤務。1956年からディーゼル潜水艦（プロジェクト613）、後に原子力潜水艦の艦長。
1962年、原子力潜水艦「K-21」（プロジェクト627）の艦長となり、ソ連で初めて北極海の氷面下を50日間航行した。
1965年、海軍アカデミー、1969年、ソ連軍参謀本部軍事アカデミーを卒業。
1969年2月、サイダ湾において北方艦隊第19潜水艦師団の編成が始まると、その初代師団長となる。
1972年～1973年8月、北方艦隊第3潜水艦小艦隊（ムルマンスク州ガジェーヴォ）の参謀長、1973年8月～1974年9月、司令官。
1974年、北方艦隊参謀長、1977年7月、司令官。1981年2月、ソ連邦英雄称号、レーニン勲章。金星メダルを授与。
1981年12月、ソ連海軍参謀総長に任命。1983年11月、ソ連最高会議幹部会令により海軍元帥に昇進し、同幹部会特別感状を授与された。
1985年11月29日、海軍総司令官/国防次官に任命。1986年からソ連共産党中央委員会委員（1981年から委員候補）。第10期、第11期ソ連最高会議代議員に選出。
ソ連崩壊から1992年8月まで独立国家共同体（CIS）統合軍海軍総司令官。1994年4月に退役し、ロシア国立海洋歴史・文化センター長となる。
2023年3月18日、病院にて深夜1時半頃に死去。94歳没。

## 人物
- モスクワ市在住。1992年1月からロシア連邦海軍潜水艦水兵連盟総裁。2002年から安全保障・国防・法秩序アカデミーの会員、教授。
- レーニン勲章2個、十月革命勲章、赤旗勲章、赤星勲章を受章。2003年、ピョートル大帝賞を授与された。